# NGC 2883
NGC 2883 (другие обозначения — ESO 372-24, MCG -6-21-5, VV 768, AM 0923-335, IRAS09232-3353, PGC 26713) — неправильная галактика в созвездии Компаса. Открыта Джоном Гершелем в 1837 году.
Описывая открытый объект, Гершель указал, что наблюдает скопление звёзд, и лишь после этого добавил, что, возможно, в той области также видна туманность. Поскольку галактика действительно очень тусклая, возможно, Гершель наблюдал не её, а окружающие её на небесной сфере звёзды. Также возможно, что этот объект на самом деле представляет собой три сливающихся галактики.
Этот объект входит в число перечисленных в оригинальной редакции «Нового общего каталога».